# 达斡尔族
达斡尔族，語言為達斡爾語，屬蒙古語系，是中華人民共和國少数民族之一，主要分布于内蒙古自治区呼伦贝尔市莫力达瓦达斡尔族自治旗、鄂温克族自治旗以及黑龙江省齐齐哈尔市梅里斯达斡尔族区一带；少数居住在新疆塔城。達斡爾族也曾廣泛居住在俄羅斯达斡里亚地區，但如今在俄羅斯僅分佈於石勒喀河與伯力一帶。
目前有13万人。

## 历史
据达斡尔族传说称，几百年前一支契丹军修边堡，从此该族便定居下来。这支军队的首领叫萨吉尔迪汉，就是达斡尔的祖先。有学者认为“达斡尔”即契丹“大贺”氏、大贺部的音译。然而辽代文献或契丹墓志铭中几乎没有大贺氏族人的名字，故此说法受质疑，認為其修堡的记忆当是为金国修界壕时产生。
还有观点认为“达斡尔”是“塔塔儿”语音的讹变。诸多观点认可达斡尔族的形成过程中的确有契丹成分的加入，但是有学者认为其主体一直独立存在，源出“达姤室韦”，後被称为“达鲁古”（《辽史》亦作达鲁虢、达卢骨），达鲁古部众在辽代一部分向西迁移，辽灭亡后与契丹部分遗民进行了融合，即六院部中的斡纳阿剌石烈。而现代DNA通过分析古代契丹女尸与现代达斡尔、鄂温克、蒙古族和汉族等人群的血样比较后，得出中国境内民族中，达斡尔族与契丹有相对接近的遗传关系，为契丹人后裔（蒙古国的喀尔喀蒙古人最为接近）。
1616年努尔哈赤称汗，次年后金征服黑龙江中游萨哈连部，满语译音“萨哈林”（ᠰᠠᡥᠠᠯᡳᠶᠠᠨ, sahaliyan）用来指黑龙江，延伸到居住附近的达斡尔人，或以贡物特点称为萨哈尔察（ᠰᠠᡥᠠᠯᠴᠠ, sahalca, 满语意为黑貂）部，或与鄂温克等泛称为索伦部。17世纪中叶以前，达斡尔人分布于外兴安岭以南精奇里江（今俄罗斯境内吉雅河）河谷与东起牛满江（今俄罗斯境内布列亚河），西至石勒喀河的黑龙江北岸河谷地带。俄国人在1650年到结雅河一地，见到他们农业发达，俄国向他们勒索牙薩克，但他们向顺治纳税，因此拒绝，并被迫内迁至嫩江流域。乾隆帝认为索伦达呼尔语言类似契丹，故《钦定辽金元三史语解》称达斡尔“大贺，打虎儿”，“大朝尔”，达呼尔等。清代因新疆的达斡尔族来自索伦部而被称为索伦族，并迁移部分族人至新疆塔城地区驻守边防。1931年日本入侵中国东北地区时，达斡尔族进行过激烈的抵抗。1953年，根据本民族的意愿恢复原有的名称，统一定名为达斡尔。

## 达斡尔族分布

### 聚居区
| 自治地方 - 内蒙古自治区呼伦贝尔市莫力达瓦达斡尔族自治旗 - 黑龙江省齐齐哈尔市梅里斯达斡尔族区 | 达斡尔族乡镇 - 内蒙古自治区呼伦贝尔市鄂温克族自治旗巴彦塔拉达斡尔民族乡 - 内蒙古自治区呼伦贝尔市扎兰屯市达斡尔民族乡 - 内蒙古自治区呼伦贝尔市阿荣旗音河达斡尔鄂温克民族乡 - 黑龙江省齐齐哈尔市梅里斯达斡尔族区牛吐达斡尔族镇 - 黑龙江省齐齐哈尔市梅里斯达斡尔族区莽格吐达斡尔族乡 - 黑龙江省齐齐哈尔市富裕县友谊达斡尔族满族柯尔克孜族乡 - 黑龙江省齐齐哈尔市富裕县塔哈满族达斡尔族乡 - 黑龙江省齐齐哈尔市富拉尔基区杜尔门沁达斡尔族乡 - 黑龙江省黑河市爱辉区坤河达斡尔族乡 - 黑龙江省黑河市孙吴县沿江达斡尔族满族乡 - 新疆维吾尔自治区塔城地区塔城市阿西尔达斡尔族乡 |

### 达斡尔族人口分布
| 位次 | 地区       | 总人口        | 达斡尔族 | 占达斡尔族 人口比例（%） | 占地区 少数民族 人口比例（%） | 占地区 人口比例（%） |
|      | 合计       | 1,245,110,826 | 132,747  | 100                      | 0.126                         | 0.01066              |
|      | 31省份合计 | 1,242,612,226 | 132,394  | 100                      | 0.126                         | 0.0107               |
| G1   | 华北地区   | 145,896,933   | 79,191   | 59.656                   | 0.909                         | 0.0543               |
| G2   | 东北地区   | 104,864,179   | 45,380   | 34.185                   | 0.415                         | 0.0433               |
| G3   | 西北地区   | 89,258,221    | 5,804    | 4.372                    | 0.033                         | 0.0065               |
| G4   | 华东地区   | 358,849,244   | 1,054    | 0.794                    | 0.042                         | 0.0003               |
| G5   | 中南地区   | 350,658,477   | 570      | 0.429                    | 0.002                         | 0.0002               |
| G6   | 西南地区   | 193,085,172   | 395      | 0.298                    | 0.001                         | 0.0002               |
| 1    | 内蒙       | 23,323,347    | 77,188   | 58.147                   | 1.589                         | 0.3310               |
| 2    | 黑龙江     | 36,237,576    | 43,608   | 32.850                   | 2.460                         | 0.1203               |
| 3    | 新疆       | 18,459,511    | 5,541    | 4.174                    | 0.051                         | 0.0300               |
| 4    | 辽宁       | 41,824,412    | 1,282    | 0.966                    | 0.019                         | 0.0031               |
| 5    | 北京       | 13,569,194    | 853      | 0.643                    | 0.146                         | 0.0063               |
| 6    | 河北       | 66,684,419    | 705      | 0.531                    | 0.024                         | 0.0011               |
| 7    | 山东       | 89,971,789    | 541      | 0.408                    | 0.086                         | 0.0006               |
| 8    | 吉林       | 26,802,191    | 490      | 0.369                    | 0.020                         | 0.0018               |
| 9    | 天津       | 9,848,731     | 353      | 0.266                    | 0.132                         | 0.0036               |
| 10   | 上海       | 16,407,734    | 172      | 0.130                    | 0.166                         | 0.0011               |
| 11   | 广东       | 85,225,007    | 158      | 0.119                    | 0.012                         | 0.0002               |
| 12   | 云南       | 42,360,089    | 152      | 0.115                    | 0.001                         | 0.0004               |
| 13   | 河南       | 91,236,854    | 144      | 0.108                    | 0.013                         | 0.0002               |
| 14   | 贵州       | 35,247,695    | 120      | 0.090                    | 0.001                         | 0.0003               |
| 15   | 湖南       | 63,274,173    | 116      | 0.087                    | 0.002                         | 0.0002               |
| 16   | 甘肃       | 25,124,282    | 115      | 0.087                    | 0.005                         | 0.0005               |
| 17   | 江苏       | 73,043,577    | 103      | 0.078                    | 0.040                         | 0.0001               |
| 18   | 安徽       | 58,999,948    | 93       | 0.070                    | 0.023                         | 0.0002               |
| 19   | 山西       | 32,471,242    | 92       | 0.069                    | 0.089                         | 0.0003               |
| 20   | 陕西       | 35,365,072    | 75       | 0.057                    | 0.043                         | 0.0002               |
| 21   | 四川       | 82,348,296    | 73       | 0.055                    | 0.002                         | 0.0001               |
| 22   | 浙江       | 45,930,651    | 69       | 0.052                    | 0.017                         | 0.0002               |
| 23   | 广西       | 43,854,538    | 60       | 0.045                    | 0.000                         | 0.0001               |
| 24   | 海南       | 7,559,035     | 55       | 0.041                    | 0.004                         | 0.0007               |
| 25   | 江西       | 40,397,598    | 52       | 0.039                    | 0.041                         | 0.0001               |
| 26   | 重庆       | 30,512,763    | 47       | 0.035                    | 0.002                         | 0.0002               |
| 26   | 青海       | 4,822,963     | 47       | 0.035                    | 0.002                         | 0.0010               |
| 28   | 湖北       | 59,508,870    | 37       | 0.028                    | 0.001                         | 0.0001               |
| 29   | 宁夏       | 5,486,393     | 26       | 0.020                    | 0.001                         | 0.0005               |
| 30   | 福建       | 34,097,947    | 24       | 0.018                    | 0.004                         | 0.0001               |
| 31   | 西藏       | 2,616,329     | 3        | 0.002                    | 0.000                         | 0.0001               |
|      | 现役军人   | 2,498,600     | 353      | 0.266                    | 0.316                         | 0.0141               |

## 语言
达斡尔语属蒙古语系，有布特哈、齐齐哈尔和新疆三种方言，清代使用满文，文字上称为达呼尔文，现使用拉丁字母拼写的新达斡尔文。

## 农业
达斡尔人以农业为主，兼从事牧猎，喜食“稷子米”，经常吃加牛奶的热稷子米饭或加牛奶的荞麦面、饼。带牛奶和狍肉的燕麦和荞麦粥是老年人喜欢的食物。菜式有“瓦奇”（猪肘子）、“手抓肉”、“昆毕勒（柳蒿芽）”，喜欢吸烟、喝茶和饮酒。衣着长袍，男束腰带，女则不束。以敬老，户主和好客为佳风。
达斡尔族早期的种植品种主要有稷子、荞麦、燕麦、玉米、饭豆、烟叶等作物，稷子、荞麦、燕麦玉米多为大田作物、饭豆和烟叶则为园田种植。达斡尔族养马很多一般为骑马或套车使用，而拉犁多用牛。马群里大部分马就像野马一样即没套过车也没有人乘骑过，达斡尔族几乎家家户户都养牛多为吃牛奶，没有人卖过牛奶或奶制品。达斡尔族人还养猪养鸡，很少养鸭、鹅。达斡尔族种植烟叶除自己家用以外有部分出售。

## 宗教与习俗
每年的正月十六的抹黑节是本民族的特有节日，他们的其他节日曾和汉族相同，有春节、二月二、端午节等，但过节的方式有部分差别。部分族民信仰萨满教，也有信仰藏传佛教的。实行一夫一妻制，禁止氏族内通婚，禁止不同辈分成婚。达斡尔族忌别人在自己的炕上横卧；忌手执弓箭、刀枪等器物进入室内；用刀剪等物指人；家里有病人时，忌外人来等等。

## 名人
- 多隆阿：清朝后期将领，对太平天国作战，以及镇压同治回乱作战。
- 婉容皇后: 清朝末代宣統皇帝溥儀的正宮皇后。
- 凌陞：满洲国兴安北省省长，因抗日被日本关东军处决。
- 鄂布斯：中國演員，在「天龍八部」、「朱元璋」等連續劇中演出，亦主演2002年的電影《嘎達梅林》。
- 鄂秀峰：鄂秀峰（1918.3.13——2009.11.28），黑龙江省齐齐哈尔市梅里斯达斡尔族区西哈雅村额斯日哈勒斡林库日莫昆人。“8·11”抗日武装起义组织者、领导者之一、抗日战争胜利60周年纪念章获得者。达斡尔族子弟为主的齐齐哈尔蒙古骑兵大队的创建者。齐齐哈尔市解放战役的指挥员之一。副师级军区参谋处长、军界高干、革命军事家。
- 色热：黑龙江省政协六届委员、齐市梅里斯达斡尔族区政协三届常委、中国民主同盟盟员、黑龙江省达斡尔族学会理事。退休前任梅里斯达斡尔族区文化局副局长兼文化馆馆长。
- 沃維漢：科學家。2008年因被控向台湾当局提供中國大陸情資而被判處死刑。
- 金鑫：学者，内蒙古大学副教授，学科专业：中国史，研究方向：北方民族史，讲授课程：蒙古民族通史、蒙古史专题、北方民族历史与文化、内蒙古地区史论著导读、满文档案研读入门。入选2013年度内蒙古自治区高等学校青年科技英才支持计划B类青年科技骨干。